# Евгени Димитров (фотограф)
Вижте пояснителната страница за други личности с името Евгени Димитров.
Евгени Димитров е български журналист и фотограф, собственик и управител на фотографска агенция „Булфото“ ЕООД

## Кратка биография
Роден е в Пловдив на 19 август 1970 г. Израства в Плевен, в семейството на Димитър и Петя Колеви. Неговата майка е бивша примабалерина на Плевенската опера.
Първите си стъпки във фотографията прави в Плевен. Завършва пресжурналистика във Факултета по журналистика на Софийския университет „Св. Климент Охридски“.
Започва да работи в пресата през 1992 година, в екипа, създал вестник „Континент“, където е ученик на Шаварш Артин. По-късно участва в създаването и на вестниците „Новинар“ и „КЕШ“.
През 2000 г. създава фотографска агенция „Булфото“, чиито снимки публикуват почти всички медии в България, но и в чужбина. Сред абонатите на агенцията са вестниците “24 часа”, “Труд”, “Стандарт”, “Телеграф”, “Уикенд”, уебсайтовте dir.bg, dnes.bg, blitz.bg, inews.bg, няколко телевизии. 
Евгени Димитров е съучредител на Асоциацията на професионалните фотографи и член на нейния Управителен съвет.
Създател е на сдружението „Културни проекти“, което няколко години прави експедиция „Преоткрий България“ (понастоящем под името "Експедиция България"), организирайки фотоизложби на тази тема. Води курсове и обучения за фоторепортери. Член е на журито на фотографския конкурс „Ние, хората“ (2016).

## Личен живот
Неговата сестра Славена Даскалова е джаз певица.
В свободното си време Димитров практикува няколко хобита. Страстен почитател е на пътешествията, археологията и джаза.